# Interlands Malagassisch voetbalelftal 1990-1999
Deze pagina toont een chronologisch en gedetailleerd overzicht van de interlands die het Malagassisch voetbalelftal speelde in de periode 1990 – 1999.

## Interlands

### 1990
|                                                           |        |                  |            |                     |
| 19 augustus Kwalificatie ANC 1992 № ?? «onderlinge duels» | Angola | 0 – 1            | Madagaskar | Niet bekend, Luanda |
| 19 augustus Kwalificatie ANC 1992 № ?? «onderlinge duels» |        | 60' Randrianaivo |            | Niet bekend, Luanda |

|                                                        |            |       |         |  |
| 21 augustus Indian Ocean Games № ?? «onderlinge duels» | Madagaskar | 1 – 0 | Comoren |  |
| 21 augustus Indian Ocean Games № ?? «onderlinge duels» |            |       |         |  |

|                                                        |            |       |         |  |
| 25 augustus Indian Ocean Games № ?? «onderlinge duels» | Madagaskar | 0 – 0 | Réunion |  |
| 25 augustus Indian Ocean Games № ?? «onderlinge duels» |            |       |         |  |

|                                                        |            |       |            |  |
| 27 augustus Indian Ocean Games № ?? «onderlinge duels» | Madagaskar | 6 – 0 | Seychellen |  |
| 27 augustus Indian Ocean Games № ?? «onderlinge duels» |            |       |            |  |

|                                                        |            |       |           |  |
| 30 augustus Indian Ocean Games № ?? «onderlinge duels» | Madagaskar | 5 – 1 | Mauritius |  |
| 30 augustus Indian Ocean Games № ?? «onderlinge duels» |            |       |           |  |

|                                                           |            |       |        |                        |
| 2 september Kwalificatie ANC 1992 № ?? «onderlinge duels» | Madagaskar | 0 – 0 | Zambia | Niet bekend, Antsirabe |
| 2 september Kwalificatie ANC 1992 № ?? «onderlinge duels» |            |       |        | Niet bekend, Antsirabe |

### 1991
|                                                        |           |               |            |                                           |
| 14 april Kwalificatie ANC 1992 № ?? «onderlinge duels» | Swaziland | 0 – 1         | Madagaskar | Niet bekend, Lobamba Toeschouwers: 35.000 |
| 14 april Kwalificatie ANC 1992 № ?? «onderlinge duels» |           | 16' Raveloson |            | Niet bekend, Lobamba Toeschouwers: 35.000 |

|                                                        |            |       |        |                                                |
| 28 april Kwalificatie ANC 1992 № ?? «onderlinge duels» | Madagaskar | 0 – 0 | Angola | Niet bekend, Antananarivo Toeschouwers: 12.000 |
| 28 april Kwalificatie ANC 1992 № ?? «onderlinge duels» |            |       |        | Niet bekend, Antananarivo Toeschouwers: 12.000 |

|                                                       |        |                  |            |                                          |
| 14 juli Kwalificatie ANC 1992 № ?? «onderlinge duels» | Zambia | 0 – 0            | Madagaskar | Niet bekend, Lusaka Toeschouwers: 50.000 |
| 14 juli Kwalificatie ANC 1992 № ?? «onderlinge duels» |        | 49' Randrianaivo |            | Niet bekend, Lusaka Toeschouwers: 50.000 |

### 1992
|                                                         |                                 |       |         |                                                |
| 11 oktober Kwalificatie WK 1994 № ?? «onderlinge duels» | Madagaskar                      | 3 – 0 | Namibië | Niet bekend, Antananarivo Toeschouwers: 13.650 |
| 11 oktober Kwalificatie WK 1994 № ?? «onderlinge duels» | Collet 29' Randrianaivo 44' 58' |       |         | Niet bekend, Antananarivo Toeschouwers: 13.650 |

|                                                         |          |       |            |                                           |
| 25 oktober Kwalificatie WK 1994 № ?? «onderlinge duels» | Tanzania | 0 – 0 | Madagaskar | Niet bekend, Zanzibar Toeschouwers: 6.881 |
| 25 oktober Kwalificatie WK 1994 № ?? «onderlinge duels» |          |       |            | Niet bekend, Zanzibar Toeschouwers: 6.881 |

|                                                          |                           |       |        |                                                |
| 20 december Kwalificatie WK 1994 № ?? «onderlinge duels» | Madagaskar                | 2 – 0 | Zambia | Niet bekend, Antananarivo Toeschouwers: 23.050 |
| 20 december Kwalificatie WK 1994 № ?? «onderlinge duels» | Rasoanaivo 51' Collet 90' |       |        | Niet bekend, Antananarivo Toeschouwers: 23.050 |

### 1993
|                                                         |         |         |            |                                            |
| 17 januari Kwalificatie WK 1994 № ?? «onderlinge duels» | Namibië | 0 – 1   | Madagaskar | Niet bekend, Windhoek Toeschouwers: 60.000 |
| 17 januari Kwalificatie WK 1994 № ?? «onderlinge duels» |         | 3' Rémi |            | Niet bekend, Windhoek Toeschouwers: 60.000 |

|                                                          |        |                |            |                                          |
| 28 februari Kwalificatie WK 1994 № ?? «onderlinge duels» | Zambia | 3 – 1          | Madagaskar | Niet bekend, Lusaka Toeschouwers: 10.000 |
| 28 februari Kwalificatie WK 1994 № ?? «onderlinge duels» |        | 82' Rasoanaivo |            | Niet bekend, Lusaka Toeschouwers: 10.000 |

|                                                        |         |       |            |  |
| 20 augustus Indian Ocean Games № ?? «onderlinge duels» | Comoren | 0 – 5 | Madagaskar |  |
| 20 augustus Indian Ocean Games № ?? «onderlinge duels» |         |       |            |  |

|                                                        |           |       |            |  |
| 24 augustus Indian Ocean Games № ?? «onderlinge duels» | Mauritius | 1 – 2 | Madagaskar |  |
| 24 augustus Indian Ocean Games № ?? «onderlinge duels» |           |       |            |  |

|                                                        |            |       |            |  |
| 26 augustus Indian Ocean Games № ?? «onderlinge duels» | Seychellen | 1 – 2 | Madagaskar |  |
| 26 augustus Indian Ocean Games № ?? «onderlinge duels» |            |       |            |  |

|                                                        |            |       |         |  |
| 29 augustus Indian Ocean Games № ?? «onderlinge duels» | Madagaskar | 1 – 0 | Réunion |  |
| 29 augustus Indian Ocean Games № ?? «onderlinge duels» |            |       |         |  |

### 1994
|                                                           |            |       |             |                                                |
| 4 september Kwalificatie ANC 1994 № ?? «onderlinge duels» | Madagaskar | 0 – 1 | Zuid-Afrika | Niet bekend, Antananarivo Toeschouwers: 35.000 |
| 4 september Kwalificatie ANC 1994 № ?? «onderlinge duels» |            |       |             | Niet bekend, Antananarivo Toeschouwers: 35.000 |

### 1996
|                                                  |           |       |            |                                                      |
| 25 mei Vriendschappelijk № ?? «onderlinge duels» | Mauritius | 0 – 0 | Madagaskar | Niet bekend, Beau Bassin-Rose Hill Toeschouwers: 600 |
| 25 mei Vriendschappelijk № ?? «onderlinge duels» |           |       |            | Niet bekend, Beau Bassin-Rose Hill Toeschouwers: 600 |

|                                                     |                 |       |          |                                                |
| 2 juni Kwalificatie WK 1998 № ?? «onderlinge duels» | Madagaskar      | 1 – 2 | Zimbabwe | Niet bekend, Antananarivo Toeschouwers: 30.000 |
| 2 juni Kwalificatie WK 1998 № ?? «onderlinge duels» | Raoelijaona 26' |       |          | Niet bekend, Antananarivo Toeschouwers: 30.000 |

|                                                      |          |                    |            |                                          |
| 16 juni Kwalificatie WK 1998 № ?? «onderlinge duels» | Zimbabwe | 2 – 2              | Madagaskar | Niet bekend, Harare Toeschouwers: 36.885 |
| 16 juni Kwalificatie WK 1998 № ?? «onderlinge duels» |          | 23' 67' Rasoanaivo |            | Niet bekend, Harare Toeschouwers: 36.885 |

### 1998
|                                                          |           |                         |            |                                          |
| 2 augustus Kwalificatie ANC 2000 № ?? «onderlinge duels» | Swaziland | 1 – 2                   | Madagaskar | Niet bekend, Manzini Toeschouwers: 1.000 |
| 2 augustus Kwalificatie ANC 2000 № ?? «onderlinge duels» |           | 22' Rasoanaivo 65' Mosa |            | Niet bekend, Manzini Toeschouwers: 1.000 |

|                                                       |         |       |            |  |
| 7 augustus Indian Ocean Games № ?? «onderlinge duels» | Comoren | 0 – 3 | Madagaskar |  |
| 7 augustus Indian Ocean Games № ?? «onderlinge duels» |         |       |            |  |

|                                                        |            |       |            |  |
| 11 augustus Indian Ocean Games № ?? «onderlinge duels» | Seychellen | 2 – 5 | Madagaskar |  |
| 11 augustus Indian Ocean Games № ?? «onderlinge duels» |            |       |            |  |

|                                                        |           |                               |            |  |
| 13 augustus Indian Ocean Games № ?? «onderlinge duels» | Mauritius | 0 – 2 (Na verlenging)         | Madagaskar |  |
| 13 augustus Indian Ocean Games № ?? «onderlinge duels» |           | 106' Randrianaivo 117' Rijaly |            |  |

|                                                        |         |                                |            |                     |
| 15 augustus Indian Ocean Games № ?? «onderlinge duels» | Réunion | 3 – 3 (6 – 7 na strafschoppen) | Madagaskar | Toeschouwers: 3.000 |
| 15 augustus Indian Ocean Games № ?? «onderlinge duels» |         |                                |            | Toeschouwers: 3.000 |

|                                                           |              |       |           |                                                |
| 23 augustus Kwalificatie ANC 2000 № ?? «onderlinge duels» | Madagaskar   | 1 – 1 | Swaziland | Niet bekend, Antananarivo Toeschouwers: 30.000 |
| 23 augustus Kwalificatie ANC 2000 № ?? «onderlinge duels» | Menakely 15' |       |           | Niet bekend, Antananarivo Toeschouwers: 30.000 |

|                                                          |       |              |            |                                           |
| 10 oktober Kwalificatie ANC 2000 № ?? «onderlinge duels» | Kenia | 1 – 1        | Madagaskar | Niet bekend, Nairobi Toeschouwers: 12.000 |
| 10 oktober Kwalificatie ANC 2000 № ?? «onderlinge duels» |       | 64' Menakely |            | Niet bekend, Nairobi Toeschouwers: 12.000 |

### 1999
|                                                          |                |       |        |                                               |
| 24 januari Kwalificatie ANC 2000 № ?? «onderlinge duels» | Madagaskar     | 1 – 2 | Zambia | Niet bekend, Antananarivo Toeschouwers: 4.000 |
| 24 januari Kwalificatie ANC 2000 № ?? «onderlinge duels» | Rasoanaivo 65' |       |        | Niet bekend, Antananarivo Toeschouwers: 4.000 |

|                                                           |                                 |       |                |                                                |
| 28 februari Kwalificatie ANC 2000 № ?? «onderlinge duels» | Madagaskar                      | 3 – 1 | Congo-Kinshasa | Niet bekend, Antananarivo Toeschouwers: 35.000 |
| 28 februari Kwalificatie ANC 2000 № ?? «onderlinge duels» | Menakely 42' Rasoanaivo 64' 74' |       |                | Niet bekend, Antananarivo Toeschouwers: 35.000 |

|                                                        |                |       |            |                                            |
| 11 april Kwalificatie ANC 2000 № ?? «onderlinge duels» | Congo-Kinshasa | 2 – 0 | Madagaskar | Niet bekend, Kinshasa Toeschouwers: 75.000 |
| 11 april Kwalificatie ANC 2000 № ?? «onderlinge duels» |                |       |            | Niet bekend, Kinshasa Toeschouwers: 75.000 |

|                                                      |        |       |            |                                                |
| 5 juni Kwalificatie ANC 2000 № ?? «onderlinge duels» | Zambia | 3 – 0 | Madagaskar | Niet bekend, Chililabombwe Toeschouwers: 4.500 |
| 5 juni Kwalificatie ANC 2000 № ?? «onderlinge duels» |        |       |            | Niet bekend, Chililabombwe Toeschouwers: 4.500 |

|                                                       |                       |       |       |                           |
| 20 juni Kwalificatie ANC 2000 № ?? «onderlinge duels» | Madagaskar            | 1 – 1 | Kenia | Niet bekend, Antananarivo |
| 20 juni Kwalificatie ANC 2000 № ?? «onderlinge duels» | Rasoanaivo 45' (pen.) |       |       | Niet bekend, Antananarivo |

FMF · A-internationals · Malagassisch vrouwenelftal
1960 – 1969 ·
1970 – 1979 ·
1980 – 1989 ·
1990 – 1999 ·
2000 – 2009 ·
2010 – 2019 ·
2020 − 2029
1963 ·
1964 ·
1965 ·
1966 · 
1967 ·
1968 ·
1969 · 
1970 · 
1971 · 
1972 ·
1973 · 
1974 ·
1975 ·
1976 ·
1977 ·
1978 · 
1979 ·
1980 · 
1981 · 
1982 ·
1983 · 
1984 ·
1985 · 
1986 ·
1987 ·
1988 ·
1989 ·
1990 ·
1991 ·
1992 ·
1993 ·
1994 · 
1995 ·
1996 ·
1997 ·
1998 ·
1999 · 
2000 · 
2001 · 
2002 · 
2003 · 
2004 · 
2005 · 
2006 · 
2007 · 
2008 · 
2009 · 
2010 · 
2011 · 
2012 · 
2013 ·
2014 ·
2015 ·
2016 ·
2017 ·
2018 ·
2019 ·
2020 ·
2021 ·
2022 ·
2023 ·
2024
Algerije ·
Angola ·
Benin ·
Botswana ·
Burkina Faso ·
Burundi ·
Centraal-Afrikaanse Republiek ·
Comoren ·
Congo-Brazzaville ·
Congo-Kinshasa ·
Egypte ·
Equatoriaal-Guinea ·
Ethiopië ·
Gabon ·
Gambia ·
Ghana ·
Guinee ·
Iran ·
Ivoorkust ·
Kaapverdië ·
Kameroen ·
Kenia ·
Kosovo ·
Lesotho ·
Liberia ·
Luxemburg ·
Malawi · 
Mali · 
Mauritanië ·
Mauritius · 
Mozambique · 
Namibië · 
Niger ·
Nigeria · 
Oeganda · 
Rwanda ·
Sao Tomé en Principe ·
Senegal ·
Seychellen · 
Soedan ·
Swaziland · 
Tanzania · 
Togo · 
Tsjaad ·
Tunesië · 
Zambia · 
Zimbabwe · 
Zuid-Afrika
CONMEBOL: Bolivia · Chili  · Colombia · Ecuador · Uruguay · Venezuela

UEFA: Albanië · Andorra · Armenië · Azerbeidzjan · België · Bosnië en Herzegovina · Bulgarije · Cyprus · Denemarken · Duitsland · Engeland · Estland · Faeröer · Finland · Frankrijk · Georgië · Griekenland · Hongarije · IJsland · Ierland · Israël · Italië · Joegoslavië · Kroatië · Letland · Liechtenstein · Litouwen · Luxemburg · Malta · Moldavië · Nederland · Noord-Ierland · Noord-Macedonië · Noorwegen · Oekraïne · Oostenrijk · Polen · Portugal · Roemenië · Rusland · San Marino · Schotland · Slovenië · Slowakije · Sovjet-Unie ·  Spanje · Tsjechië · Tsjecho-Slowakije · Turkije · Wales · Wit-Rusland · Zweden · Zwitserland

AFC: Kazachstan

CAF: Madagaskar

CONCACAF: Belize · Canada